# Kalsoy

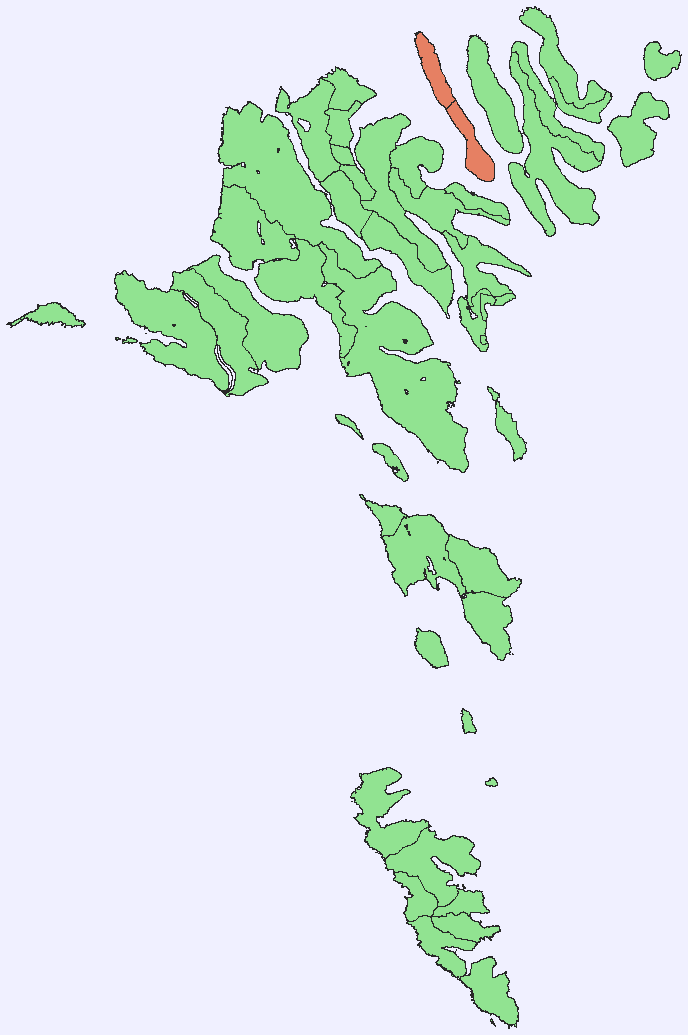
Ligging van Kalsoy

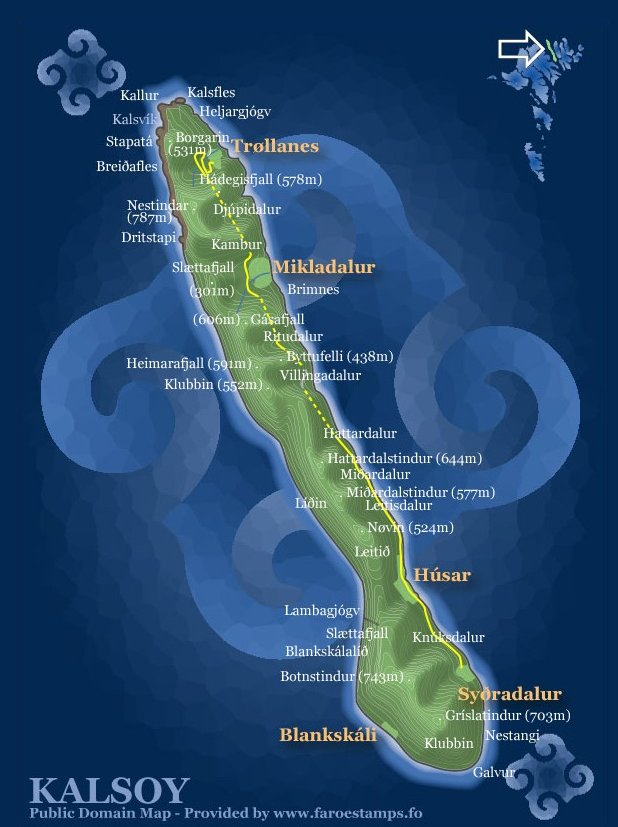
Kaart van Kalsoy

Kalsoy (Deens: Kalsø) is een eiland gelegen in het noordoosten van de Faeröer tussen Eysturoy en Kunoy. Kalsoy heeft 95 inwoners (2014)  op een oppervlakte van 31 km² wat een bevolkingsdichtheid oplevert van 3,1 inwoners/km². De hoogste berg van het eiland is Nestindar met een hoogte van 787 meter. Op de noordpunt van het eiland, nabij Trøllanes, staat een vuurtoren. Ondanks de lage bevolkingsdichtheid, heeft Kalsoy vier verkeerstunnels met een gezamenlijke lengte van 5426 meter. De tunnels zijn onderdeel van de Kalsoyarvegur, een verbindingsweg gebouwd rond 1980 om alle dorpen bereikbaar te kunnen maken over de weg. Er wordt een veerdienst onderhouden tussen Klaksvík en het eiland.
Het meest noordelijke deel van het eiland werd gebruikt als filmlocatie voor de 25e James Bond-film "No Time to Die" die in 2021 uitkomt.

## Externe link

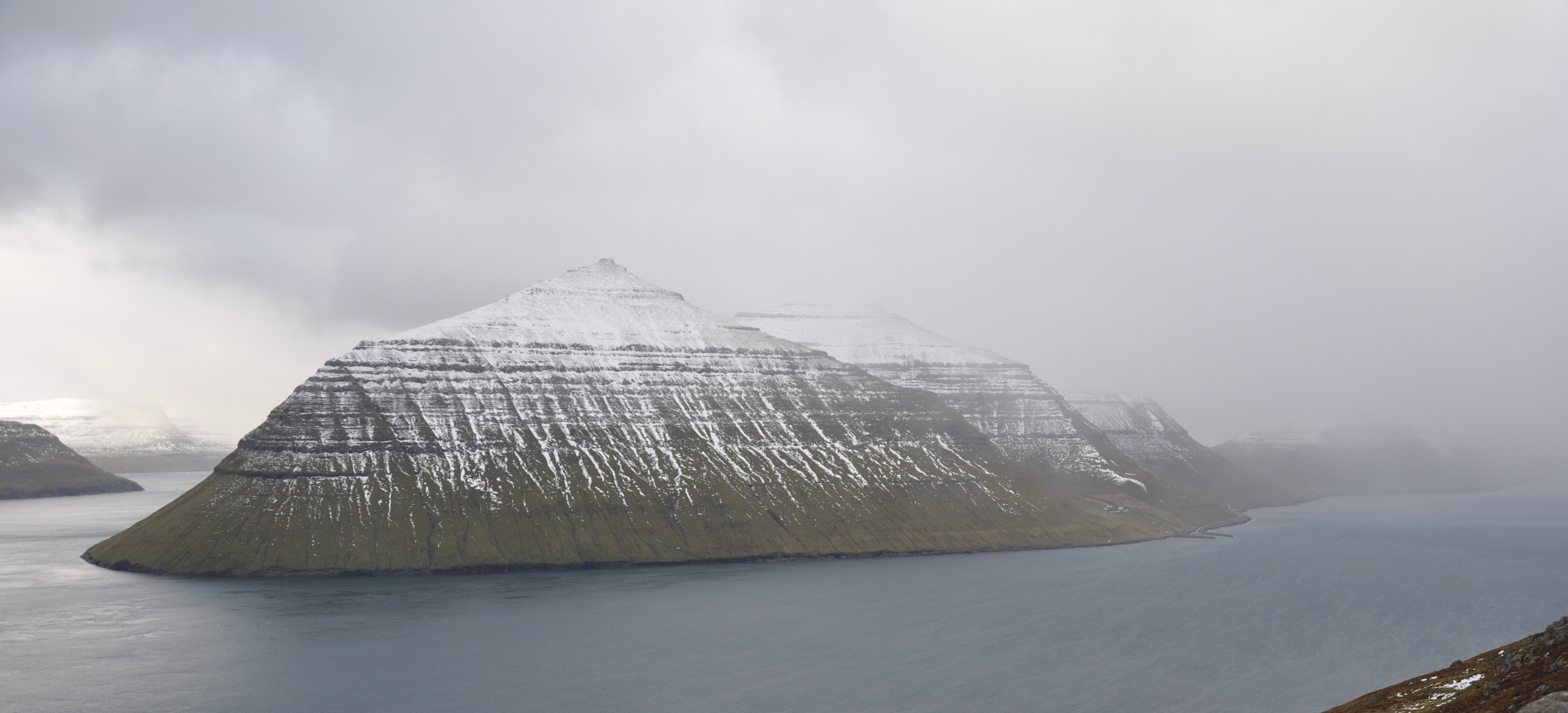
Kalsoy met rechts het dorp Syðradalur.

## Dorpen
- Húsar
- Mikladalur
- Syðradalur
- Trøllanes